# József Asbóth
József Asbóth, född 18 september 1917 i Szombathely, död 22 september 1986 i München, var en ungersk tennisspelare.
Asbóth var en av de framgångsrikaste manliga tennisspelarna från Ungern och rankades som bäst som världsåtta (1947-48). Asbóth var en utpräglad grusspecialist. Han är en av de spelare som fick stora delar av sin idrottskarriär spolierad till följd av det andra världskriget, vilket inföll under den period han torde ha stått på topp som tennisspelare. Trots det nådde han efter krigsslutet stora framgångar och hans främsta merit är singeltiteln i Franska mästerskapen som han vann 1947, vid 29 års ålder, genom finalseger över sydafrikanen Eric Sturgess (8-6, 7-5, 6-4). Han hade också framgångar på gräsunderlag, och nådde 1948 semifinalen i Wimbledonmästerskapen (förlust mot australiske spelaren John Bromwich). 
Asbóth deltog i det ungeska Davis Cup-laget 1938-39, 1948-49, 1952-55 och 1957. Han spelade totalt 41 matcher av vilka han vann 24. Före kriget var det ungerska laget mindre lyckosamt, men 1948 nådde laget kvartsfinal som spelades mot Sverige i Budapest. Det svenska laget vann med 3-2 i matcher, men Asbóth besegrade både Torsten Johansson och Lennart Bergelin i sina två singelmatcher. Året därpå, 1949, spelade det ungerska laget semifinal i Europazonen som dock förlorades mot Frankrike. Åter lyckades Asbóth vinna sina och lagets enda två segrar (Asbóth besegrade fransmännen Marcel Bernard och Robert Abdesselam).
År 1958 blev Asbóth professionell tennisspelare.

## Grand Slam-titlar
- Franska mästerskapen
  - Singel - 1947